# Walter Frentz
Walter Frentz (21 augustus 1907 - 6 juli 2004) was een Duitse cameraman, filmproducent en fotograaf, die aanzienlijk betrokken was bij de beeldpropaganda van nazi-Duitsland.

## Levensloop
Frentz werd geboren in Heilbronn. Tijdens het naziregime in Duitsland werkte hij als cameraman voor Leni Riefenstahl; van 1939 tot 1945 was hij nauw betrokken bij het fotograferen en filmen van activiteiten van hogere echelons van leiders van nazi-Duitsland, waaronder de Duitse dictator Adolf Hitler. Hij was tot 24 april 1945 bij Hitler in de Führerbunker.
In maart 1945 nam hij de laatste foto's van Hitler in zijn Berlijnse bunker. Toen hij Berlijn ontvluchtte met een van de laatste vliegtuigen, werd hij gearresteerd, en een deel van zijn fotoarchief werd in beslag genomen.
Frentz, die nooit lid was geworden van de nazipartij, werd na de oorlog een aantal maanden vastgehouden door de Amerikaanse strijdkrachten. Hij keerde geleidelijk terug naar de filmwereld en werkte in 1953 aan een documentaire getiteld "5.000 jaar Egypte" en aan verschillende films over natuurparken in Duitsland en Europa.
Hij stierf in Überlingen in 2004.